# Wspólnota administracyjna Hügelland/Täler
Wspólnota administracyjna Hügelland/Täler (niem. Verwaltungsgemeinschaft Hügelland/Täler) – wspólnota administracyjna w Niemczech, w kraju związkowym Turyngia, w powiecie Saale-Holzland. Siedziba wspólnoty znajduje się w miejscowości Tröbnitz.
Wspólnota administracyjna zrzesza 21 gmin wiejskich: 
1. Bremsnitz
2. Eineborn
3. Geisenhain
4. Gneus
5. Großbockedra
6. Karlsdorf
7. Kleinbockedra
8. Kleinebersdorf
9. Lippersdorf-Erdmannsdorf
10. Meusebach
11. Oberbodnitz
12. Ottendorf
13. Rattelsdorf
14. Rausdorf
15. Renthendorf
16. Tautendorf
17. Tissa
18. Trockenborn-Wolfersdorf
19. Tröbnitz
20. Waltersdorf
21. Weißbach

## Zmiany administracyjne
- 1 stycznia 2024
  - wystąpienie gminy Unterbodnitz i przyłączenie jej do wspólnoty administracyjnej Südliches Saaletal.